# Cerbu, Argeș
Cerbu este un sat în comuna Albota din județul Argeș, Muntenia, România.